# 谷村陣屋

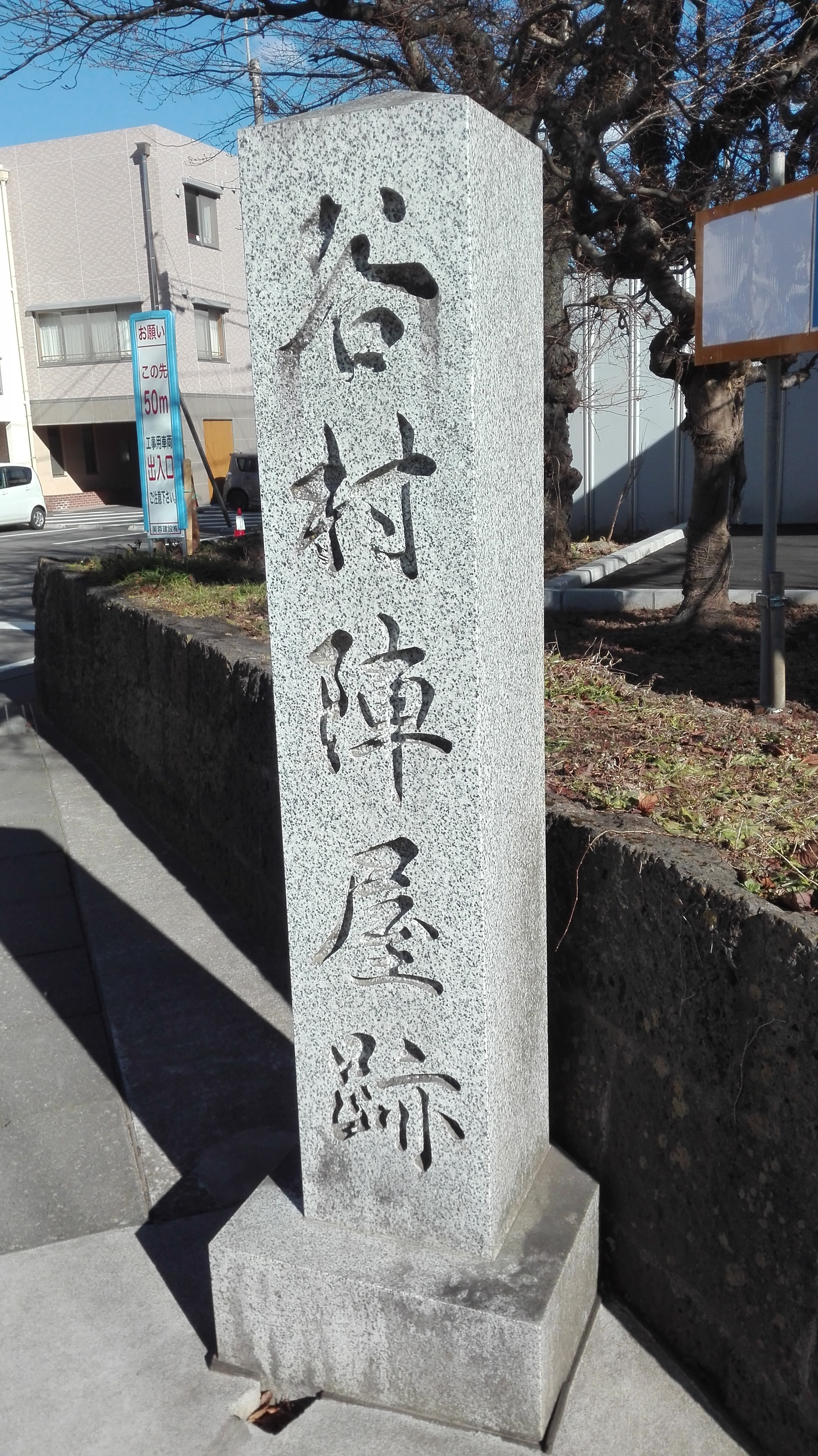
谷村陣屋跡石碑

谷村陣屋（やむらじんや）は、山梨県都留市中央にある陣屋の史跡。現在の甲府地方裁判所都留支部には「谷村陣屋跡」の石碑が立っている。

## 歴史
戦国時代に都留郡では有力国衆・小山田氏が谷村館（谷村城）を置き、谷村の地は郡内における政治・経済的中心地となり城下町が形成されていた。小山田氏の滅亡後、都留郡は徳川氏・豊臣系大名が支配し、谷村城は引き続き支配拠点とされた。近世には谷村藩が設置され、同様に谷村城が政治的拠点となった。
宝永元年（1704年）12月に谷村藩主・秋元喬知が武蔵国川越藩に転封されると、谷村藩は廃藩となり、都留郡は幕府直轄領となった。これにより、谷村には代官所が設置された。享保9年（1724年）には甲斐・国中地方においても甲府藩主・柳沢氏が転封となり、これにより甲斐国は幕領となり、国中には甲府勤番と甲府・石和・市川の代官所が設置された。
谷村代官所は石和代官所の出張陣屋となり、郡内の支配を司った。
谷村代官所は明治維新により廃止され、1872年（明治5年）には谷村裁判所となった。現在同敷地には甲府地方裁判所都留支部が建つ。